# Lexington (Michigan)
Lexington ist ein Dorf im Sanilac County im US-Bundesstaat Michigan, mit 1.104 Einwohnern (Volkszählung 2000). Das Dorf hat eine Fläche von 2,4 km² und liegt innerhalb Lexington Townships. Der ZIP Code (Postleitzahl) des Dorfes ist 48450. Lexington liegt am Huronsee, etwa 115 km nördlich von Detroit.
Die Einwohner sind deutscher (24,7 %), irischer (17,3 %), britischer (13,5 %), polnischer (12,3 %), französischer (9,7 %) und frankokanadischer (5,7 %) Abstammung.